# Triclistus dimidiatus
Triclistus dimidiatus là một loài tò vò trong họ Ichneumonidae.